# Ottawafloden

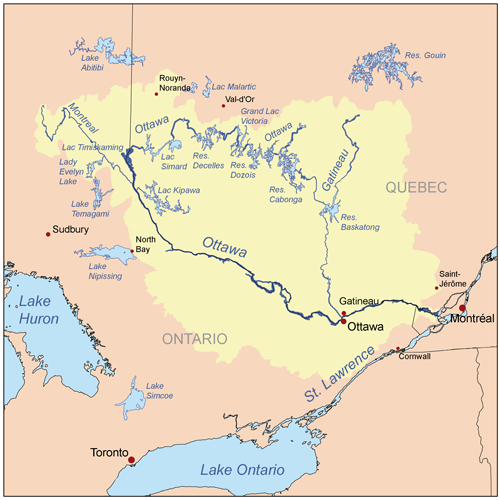
Ottawaflodens avrinningsområde (i gult).

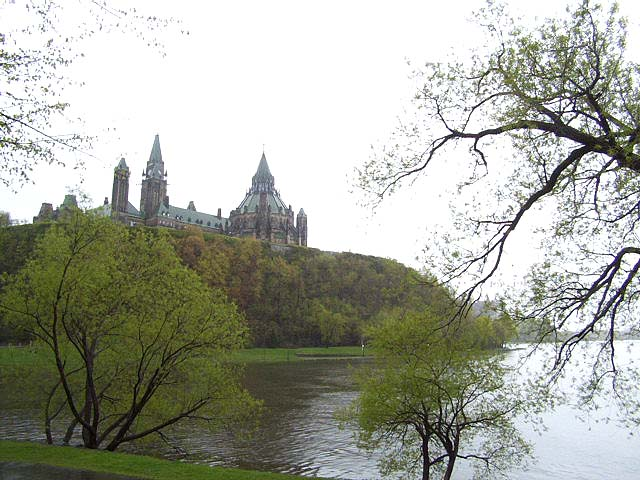
Ottawafloden nedanför Parliament Hill i Ottawa.

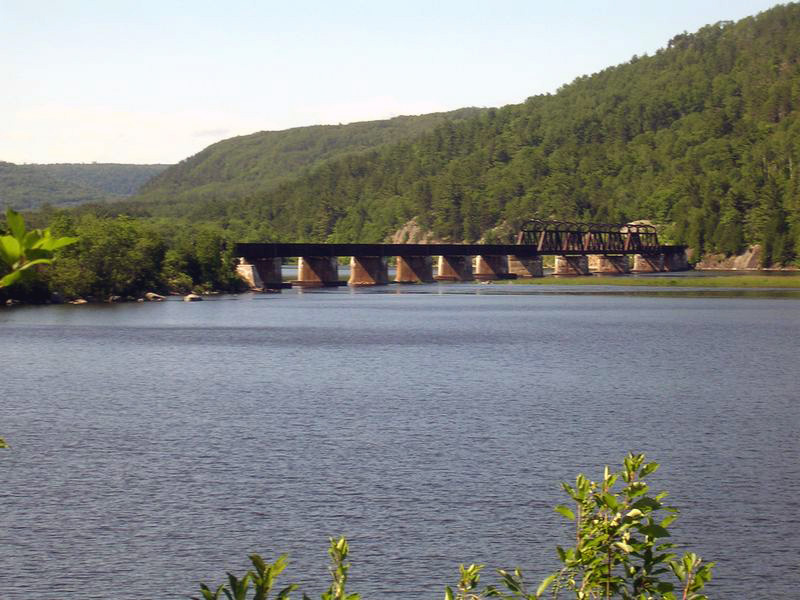
En järnvägsbro över Ottawafloden i Mattawa.

Ottawafloden (engelska Ottawa River, franska Rivière des Outaouais) är en flod i Kanada, som till stora delar bildar gräns mellan provinserna Québec och Ontario. Floden är en vänsterbiflod till Saint Lawrencefloden. Den namngavs efter ottawafolket och har i sin tur gett namn åt staden Ottawa, som ligger på flodens södra sida.

## Geografi
Ottawaflodens källa är Lac de Capimitchigama i Laurentiska bergen i västra Québec. Därifrån rinner den västerut till Lac Témiscamingue (på engelska Lake Timiskaming) som delas av provinsgränsen mot Ontario. Gränsen följer sedan floden mot sydost till Ottawa och Gatineau där vattenfallet Chutes de la Chaudière finns. I Ottawa, på sydsidan, mynnar Rideaufloden i Ottawafloden; i Gatineau på nordsidan mynnar Gatineaufloden.
Ottawafloden fortsätter att bilda provinsgräns nästan ända fram till Lac des Deux Montagnes, men gränsen viker av söderut en bit uppströms sjön. Lac des Deux Montagnes har fyra utflöden: Rivière des Mille Îles mellan norra fastlandet och Île Jésus (som Laval ligger på), Rivière des Prairies mellan Île Jésus och Île de Montréal, samt Ottawaflodens två grenar på var sin sida om Île Perrot. Alla utflödena leder slutligen till Saint Lawrencefloden.
Ottawaflodens totala längd är 1 271 km; dess avrinningsområde omfattar 146 000 km², varav 65 % i Québec och resten i Ontario. Medelvattenflödet vid Carillons kraftstation är 1 950 m³/s, men vattenflödet kan variera mellan 700 och 8 000 m³/s. 

## Geologi
Efter den senaste istiden täcktes floddalen av havsviken Champlainhavet. Fossil från liv i havet har hittats i leravlagringar från denna tid. Avlagringarna har skapat områden med dålig avrinning, som gett upphov till stora myrar och områden med mycket instabil kvicklera. Flera jordskred har därför skett i området. Ett område i utkanten av samhället Lemieux i Ontario gled ner i South Nation River 1993, men samhället hade redan utrymts eftersom man misstänkte att marken var instabil där.
Stora mängder kanadagäss, änder, måsar och vadare drar nytta av våröversvämningar och våtmarker i Ottawadalen vid flytt. Änder övervintrar också i delar av floden som inte fryser till.

## Historia
Floden var en viktig handelsväg för algonkinerna, som kallade den Kitchissippi, "Stora floden". Dagens namn fick den eftersom en grupp ottawaer (på franska Outaouais) kontrollerade floden cirka 1865. De var dock aldrig särskilt talrika i dalen.
Samuel de Champlain och Étienne Brûlé blev 1615 de första européerna att resa upp längs Ottawafloden. Tillsammans med algonkinguider följde de ett stråk västerut till Georgian Bay som skulle komma att användas av franska pälshandlare under de följande två århundradena.
I början av 1800-talet började Ottawafloden och dess biflöden utnyttjas för att ge tillträde till de stora tallskogarna i området. Timmerhandeln och flottningen utvecklades snabbt. Rideaukanalen förbinder sedan 1832 Ottawafloden med Ontariosjön, och stärkte tillsammans med slussarna vid Carillon och Sainte-Anne-de-Bellevue flodens ställning som transportled. Idag har flera vattenkraftverk byggts längs floden, men den används fortfarande i stor utsträckning av fritidsbåtar. År 1952 inträffade en kärnkraftsolycka i forskningsreaktorn NRX vilket ledde till att stora mängder radioaktivt vatten läckte ut i floden. År 1956 uppgavs det att läckaget till floden uppgick till 0,4 GBq/dygn.